# Conus raulsilvai
Espèce
Statut de conservation UICN

 LC  : Préoccupation mineure
Conus raulsilvai est une espèce de mollusques gastéropodes marins de la famille des Conidae.
Comme toutes les espèces du genre Conus, ces escargots sont prédateurs et venimeux. Ils sont capables de « piquer » les humains et doivent donc être manipulés avec précaution, voire pas du tout.

## Description
La taille de la coquille varie entre 17 mm et 25 mm.

## Distribution
Cette espèce est présente dans l'Océan Atlantique au Cap-Vert. Elle n'est connue que de Île de Maio, dans des eaux peu profondes. Il doit s'agir d'un endémique insulaire, et c'est une espèce à haut risque d'extinction. 

### Niveau de risque d’extinction de l’espèce
Selon l'analyse de l'UICN réalisée en 2011 pour la définition du niveau de risque d'extinction, cette espèce est très restreinte dans son aire de répartition, puisqu'on ne la trouve que dans de petites baies le long d'une bande de 34 km de côte Il n'y a aucun plan de développement touristique et aucun petit port ni aucune route vers la partie principale de l'aire de répartition, il n'y a donc aucune menace actuelle pour cette espèce. La plus grande densité de coquillages se trouve à proximité du village principal de Calheta. Le prélèvement pour le commerce des coquillages est limité et n'est donc pas considéré comme une menace. L'espèce est actuellement considérée comme étant de préoccupation mineure, mais si la zone est développée ou si une route est construite, alors le statut de conservation devrait être réévalué.

## Taxonomie

### Publication originale
L'espèce Conus raulsilvai a été décrite pour la première fois en 1998 par les malacologistes Emilio Rolán (d), António Monteiro et César Pasos Fernandes dans « La Conchiglia »,.

### Synonymes
- Africonus raulsilvai (Rolán, Monteiro & C. Fernandes, 1998) · appellation alternative
- Conus (Lautoconus) raulsilvai Rolán, Monteiro & C. Fernandes, 1998 · non accepté